# Bert Holmes
Bert Harold Frank Holmes (27 tháng 9 năm 1924 — tháng 11 năm 2003) là một cầu thủ bóng đá người Anh từng thi đấu ở vị trí trung vệ.

## Sự nghiệp
Holmes ký hợp đồng với câu lạc bộ quê nhà Norwich City năm 1947, sau khi thi đấu cho các câu lạc bộ địa phương Norman Old Boys và Gothic. Holmes có 58 lần ra sân ở Football League, ghi 1 bàn thắng trong suốt thời gian ở câu lạc bộ. Năm 1954, Holmes ký hợp đồng với Chelmsford City, trước khi chuyển đến Clacton Town.